# چوورار
چوورار (به لاتین: Çovurar یا جووروراه Covrurah) یک منطقه مسکونی در جمهوری آذربایجان است که در شهرستان شابران واقع شده است.